# Turneul celor Șase Națiuni din 2018
Turneul celor Șase Națiuni din 2018 cunoscut sub numele de NatWest 6 Nations datorită sponsorului turneului, NatWest, subsidiară a Royal Bank of Scotland, a fost cea de a 19-a ediție a Turneului celor Șase Națiuni, campionatul anual de rugby din emisfera nordică.
La acestă ediție au participat campioana en-titre Anglia, Franța, Irlanda, Italia, Scoția și Țara Galilor. Incluzând competițiile inițiale Turneul Home Nations și Turneul celor Cinci Națiuni, acesta este cea de a 124-a ediție a turneului.
Irlanda a câștigat titlul pentru a zecea oară. În acest an Irlanda a câștigat și Grand Slam și Triple Crown.

## Echipe participante
| Țara         | Stadion               | Stadion    | Stadion     | Antrenor        | Căpitan         |
| Țara         | Stadion propriu       | Capacitate | Oraș        | Antrenor        | Căpitan         |
| ------------ | --------------------- | ---------- | ----------- | --------------- | --------------- |
| Anglia       | Stadionul Twickenham  | 82.000     | Londra      | Eddie Jones     | Dylan Hartley   |
| Franța       | Stade de France       | 81.338     | Saint-Denis | Jacques Brunel  | Guilhem Guirado |
| Franța       | Stade Vélodrome       | 67.394     | Marseille   | Jacques Brunel  | Guilhem Guirado |
| Irlanda      | Aviva Stadium         | 51.700     | Dublin      | Joe Schmidt     | Rory Best       |
| Italia       | Stadio Olimpico       | 73.261     | Roma        | Conor O'Shea    | Sergio Parisse  |
| Scoția       | Stadionul Murrayfield | 67.144     | Edinburgh   | Gregor Townsend | John Barclay    |
| Țara Galilor | Millennium Stadium    | 74.500     | Cardiff     | Warren Gatland  | Alun Wyn Jones  |

## Clasament
| Loc                                                                                              | Echipa       | Jocuri | Jocuri   | Jocuri  | Jocuri     | Puncte | Puncte    | Puncte    | Eseuri | Puncte bonus | Puncte clasament |
| Loc                                                                                              | Echipa       | Jucate | Victorii | Egaluri | Înfrângeri | Pentru | Împotrivă | Diferență | Eseuri | Puncte bonus | Puncte clasament |
| ------------------------------------------------------------------------------------------------ | ------------ | ------ | -------- | ------- | ---------- | ------ | --------- | --------- | ------ | ------------ | ---------------- |
| 1                                                                                                | Irlanda      | 5      | 5        | 0       | 0          | 160    | 82        | +78       | 20     | 3            | 26               |
| 2                                                                                                | Țara Galilor | 5      | 3        | 0       | 2          | 119    | 83        | +36       | 13     | 3            | 15               |
| 3                                                                                                | Scoția       | 5      | 3        | 0       | 2          | 72     | 101       | -29       | 7      | 0            | 13               |
| 4                                                                                                | Franța       | 5      | 2        | 0       | 3          | 108    | 94        | +14       | 8      | 3            | 11               |
| 5                                                                                                | Anglia       | 5      | 2        | 0       | 3          | 102    | 92        | +10       | 14     | 1            | 10               |
| 6                                                                                                | Italia       | 5      | 0        | 0       | 5          | 92     | 203       | -111      | 12     | 1            | 1                |
| Sursa: 6 Nations Table Arhivat în 11 martie 2018, la Wayback Machine. (accesat 4 februarie 2018) |              |        |          |         |            |        |           |           |        |              |                  |

## Meciuri

### Etapa 1
| 3 februarie 2018 | Țara Galilor | 34–7  | Scoția  | Millennium Stadium, Cardiff |
| 3 februarie 2018 | Franța       | 13-15 | Irlanda | Stade de France, Paris      |
| 4 februarie 2018 | Italia       | 15–46 | Anglia  | Stadio Olimpico, Roma       |

### Etapa a 2-a
| 10 februarie 2018 | Irlanda | 56–19 | Italia       | Aviva Stadium, Dublin            |
| 10 februarie 2018 | Anglia  | 12–6  | Țara Galilor | Stadionul Twickenham, Londra     |
| 11 februarie 2018 | Scoția  | 32–26 | Franța       | Stadionul Murrayfield, Edinburgh |

### Etapa a 3-a
| 23 februarie 2018 | Franța  | 34–17 | Italia       | Stade Vélodrome, Marsilia        |
| 24 februarie 2018 | Irlanda | 37–27 | Țara Galilor | Aviva Stadium, Dublin            |
| 24 februarie 2018 | Scoția  | 25–13 | Anglia       | Stadionul Murrayfield, Edinburgh |

### Etapa a 4-a
| 10 martie 2018 | Irlanda      | 28–8  | Scoția | Aviva Stadium, Dublin       |
| 11 martie 2018 | Franța       | 22–16 | Anglia | Stade de France, Paris      |
| 10 martie 2018 | Țara Galilor | 38–14 | Italia | Millennium Stadium, Cardiff |

### Etapa a 5-a
| 17 martie 2018 | Italia       | 27–29 | Scoția  | Stadio Olimpico, Roma        |
| 17 martie 2018 | Anglia       | 15–24 | Irlanda | Stadionul Twickenham, Londra |
| 17 martie 2018 | Țara Galilor | 14–13 | Franța  | Millennium Stadium, Cardiff  |